# Gmina Antunovac
Gmina Antunovac (chorw. Općina Antunovac) – gmina w Chorwacji, w żupanii osijecko-barańskiej. W 2011 roku liczyła 3703 mieszkańców.

## Miejscowości
W skład gminy wchodzą następujące miejscowości:
- Antunovac
- Ivanovac